# Sophronica cephalotes
Sophronica cephalotes là một loài bọ cánh cứng trong họ Cerambycidae.